# John B. Stetson
Pour les articles homonymes, voir Stetson (homonymie).

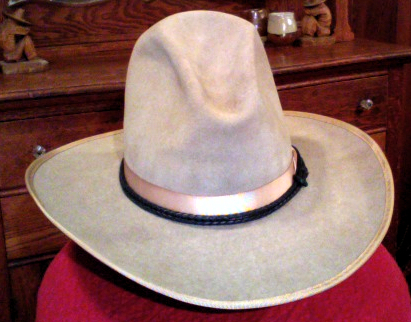
Un chapeau Stetson des années 1920

John Batterson Stetson, né le 5 mai 1830 à Orange, New Jersey, et mort le 18 février 1906 à DeLand, Floride, est un inventeur et entrepreneur américain, créateur entre autres du chapeau de cow-boy Stetson en 1865. 
Le chapeau qui a fait son renom et sa fortune, vendu sous le nom de « Boss of the Plains », sera appelé plus simplement « Stetson » plus tard par référence à son inventeur. Il a d'abord été utilisé par les cow-boys, chez qui il avait été popularisé par une tournée de Buffalo Bill.
La John B. Stetson Company, installée à Philadelphie, emploiera jusqu'à 5 400 personnes, produisant alors 11 000 chapeaux par jour.
Vers la fin de sa vie, John B. Stetson a fait don de la quasi-totalité de sa fortune. Il a notamment financé des écoles et collèges, ainsi que l'université de DeLand, rebaptisée Stetson University (en) en 1889 en son honneur.